# John Muir’s High Sierra
John Muir’s High Sierra ist ein Dokumentar-Kurzfilm von Lesley Foster und Dewitt Jones aus dem Jahr 1974.

## Inhalt und Hintergrund

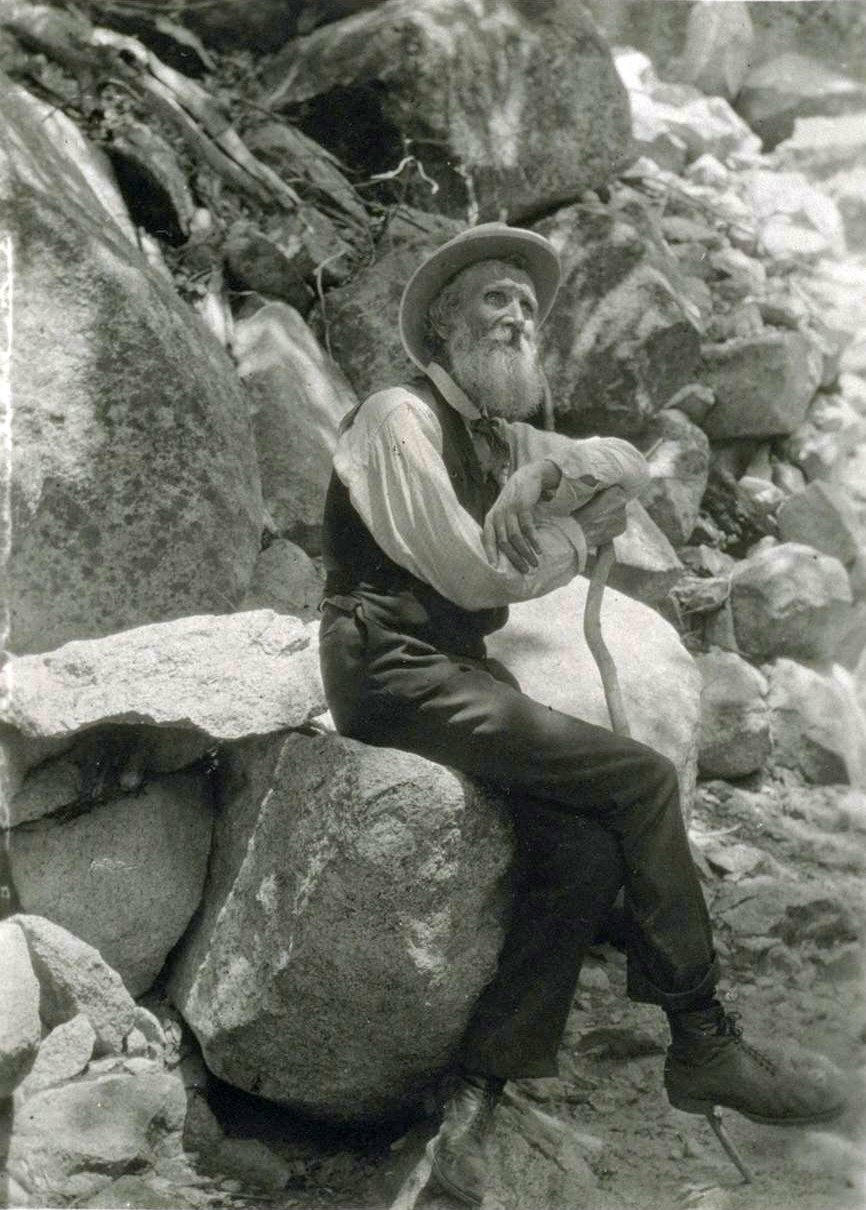
John Muir (1907)

Der 27-minütige Dokumentar-Kurzfilm handelt von dem aus Schottland stammenden US-amerikanischen Naturphilosophen John Muir und der High Sierra, einem Hochgebirge der Sierra Nevada. 
John Muir, der ab 1868 bis zu seinem Tod 1914 das Gebirge erforschte und es mit seinen Beschreibungen weltweit bekannt machte, wurde zum ersten und wichtigsten Naturschutzaktivisten für die Sierra Nevada. Er war Mitgründer des Sierra Clubs, der ältesten und größten Naturschutzorganisation in den USA. Er entwickelte sich im Laufe seines Lebens vom Naturforscher mehr und mehr zum Naturschützer und nahm dabei viele der Ideen der heutigen Öko- und Tierrechtsbewegung vorweg. Ihm zu Ehren wurden dort die John Muir Wilderness und der John Muir Trail benannt. In der Sierra Nevada liegt unter anderem der Yosemite-Nationalpark. 
Dem Yosemite Institute und dem National Park Service, deren Aufgabe die Verwaltung der US-Nationalparks und anderer Naturschutzgebiete und Gedenkstätten ist, werden Special Thanks (besonderer Dank) gewidmet.
Der Film wurde von der Filmproduktionsgesellschaft Dewitt Jones Productions produziert und im Oktober 1974 auf dem Chicago International Film Festival erstmals gezeigt.

## Auszeichnung
Bei der Oscarverleihung 1975 waren Lesley Foster und Dewitt Jones für diesen Film für den Oscar für den besten Dokumentar-Kurzfilm nominiert.